# Studio A-CAT
studio A-CAT(일본어: 株式会社studio A-CAT)는 일본의 애니메이션 제작사이다. 다치카와시에 위치해 있다.

## 작품

### 텔레비전 시리즈
- 트랜스포머 슈퍼링크
- 프레임 암즈 걸
- 파스텔 라이프
- 초가동걸 1/6
- 타마요미
- 골판지전기
- 겟타 로보 아크
- 만난 지에 5초 만에 배틀
- 현자의 제자를 자칭하는 현자
- 농민 관련 스킬만 올렸는데 어째서인지 강해졌다.
- HIGHSPEED Étoile
- 마왕군 최강의 마술사는 인간이었다
- 끝이 아닌 시작